# Film satirico
Il film satirico è un genere cinematografico nato negli anni quaranta negli Stati Uniti d'America. Viene classificato come una commedia che riflette sui temi della guerra, della politica e della società. 

## Il tema bellico nel genere satirico

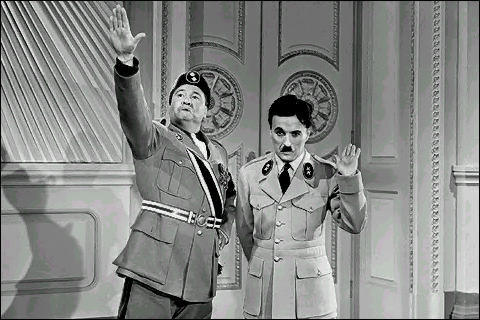
Una scena de Il grande dittatore

La prima pellicola che può essere considerata satirica è Il grande dittatore di Charlie Chaplin. Essa infatti riflette sul tema della seconda guerra mondiale e narra di una storia immaginaria di un barbiere ebreo scambiato per Adolf Hitler. Il regista utilizza il satirico già nei titoli di testa affermando che ogni riferimento sul barbiere e il vero dittatore è puramente casuale. Un'altra nota pellicola sul tema bellico è Il dottor Stranamore - Ovvero: come ho imparato a non preoccuparmi e ad amare la bomba di Stanley Kubrick. Sebbene sia realizzata negli anni sessanta, medita molto sulla guerra fredda. Vi sono riferimenti in particolare sull'Unione Sovietica e gli Stati Uniti che si scontrano a vicenda, con battute chiaramente riferite alle due potenze. Il film Il dittatore dello stato libero di Bananas di Woody Allen è un altro esempio sulle guerre intraprese negli anni sessanta dall'Africa (oltre che sul tema della Repubblica delle banane). Nella pellicola tratta da Voltaire, Candido, si narra delle disavventure di Candido, prigioniero dei Tedeschi.
Negli ultimi anni film bellici a stampo satirico di spicco sono The Interview e Il dittatore.